# Maaske Dome
Maaske Dome är en bergstopp i Antarktis. Den ligger i Västantarktis. Inget land gör anspråk på området. Toppen på Maaske Dome är 2 853 meter över havet.
Terrängen runt Maaske Dome är varierad. Trakten är obefolkad. Det finns inga samhällen i närheten.